# Шапел-ди-Буа
Шапел-ди-Буа (фр. Chapelle-du-Bois) је насељено место у Француској у региону Лоара, у департману Сарт.
По подацима из 2011. године у општини је живело 891 становника, а густина насељености је износила 53,9 становника/km².

## Демографија
| 1962. | 1968. | 1975. | 1982. | 1990. | 2011. |
| ----- | ----- | ----- | ----- | ----- | ----- |
| 602   | 587   | 528   | 548   | 643   | 891   |